# Felipe Bigarny
Felipe Bigarny, nomenat també com Felipe Vigarny, Felipe Biguerny o Felipe de Borgonya, anomenat el Borgonyó (Langres, Borgonya c. 1475 - Toledo, 10 de novembre de 1542) és considerat un dels més insignes escultors del renaixement espanyol. Va presentar alguns projectes com a arquitecte.
En les seves obres hi havia trets flamencs, borgonys i  renaixentistes italians. Va aconseguir un gran prestigi amb les moltes obres que va realitzar fora de Burgos i es va convertir en el mestre d'escultura i talla de la Catedral de Burgos. També va estar molt present en moltes de les obres més importants de la Corona de Castella com el cadirat del cor de la catedral de Toledo y el retaule Major para la mateixa catedral, de manera que va arribar a treballar amb diversos tallers simultàniament, el que li va proporcionar una bona posició socioeconòmica. Signava amb el seu nom italianitzat Philipus Biguerny
És autor del retaule de la capella del Conestable (1523-26), a la catedral de Burgos, en col·laboració amb Diego de Siloé, del retaule del Davallament, de la catedral de Toledo (1524-27).